# Моран (Канзас)
Моран (енгл. Moran) град је у америчкој савезној држави Канзас.

## Демографија
По попису из 2010. године број становника је 558, што је 4 (-0,7%) становника мање него 2000. године.
| Група             | 2000.       | 2010.       |
| Белци             | 541 (96,3%) | 519 (93,0%) |
| Афроамериканци    | 2 (0,4%)    | 11 (2,0%)   |
| Азијати           | 0 (0,0%)    | 0 (0,0%)    |
| Хиспаноамериканци | 2 (0,4%)    | 6 (1,1%)    |
| Укупно            | 562         | 558         |